# Barragem de Corte Brique
A barragem de Corte Brique localiza-se no concelho de Odemira, distrito de Beja, Portugal. Situa-se na ribeira de Corte Brique. A barragem foi projectada em 1986 e entrou em funcionamento em 1993.

## Barragem
É uma barragem de aterro. Possui uma altura de 28 m acima da fundação e um comprimento de coroamento de 117 m. O volume da barragem é de 136.000 m³. Possui uma capacidade de descarga máxima de 2,83 (descarga de fundo) + 62,9 (descarregador de cheias) m³/s.

## Albufeira
A albufeira da barragem apresenta uma superfície inundável ao NPA (Nível Pleno de Armazenamento) de 0,178 km² e tem uma capacidade total de 1,636 Mio. m³. As cotas de água na albufeira são: NPA de 134,62 metros, NMC (Nível Máximo de Cheia) de 135,8 metros e NME (Nível Mínimo de Exploração) de 115 metros.

## Moinho de água do Pé da Serra
No ribeiro de Corte Brique funcionavam vários moinhos de água, incluindo um, o do Pé da Serra, que se localiza perto da base da barragem, e cujos vestígios ainda são bem visíveis. Durante o seu funcionamento chegou a operar durante o ano inteiro, devido à força do caudal e a sua localização muito a montante daquele curso de água.